# アカギ

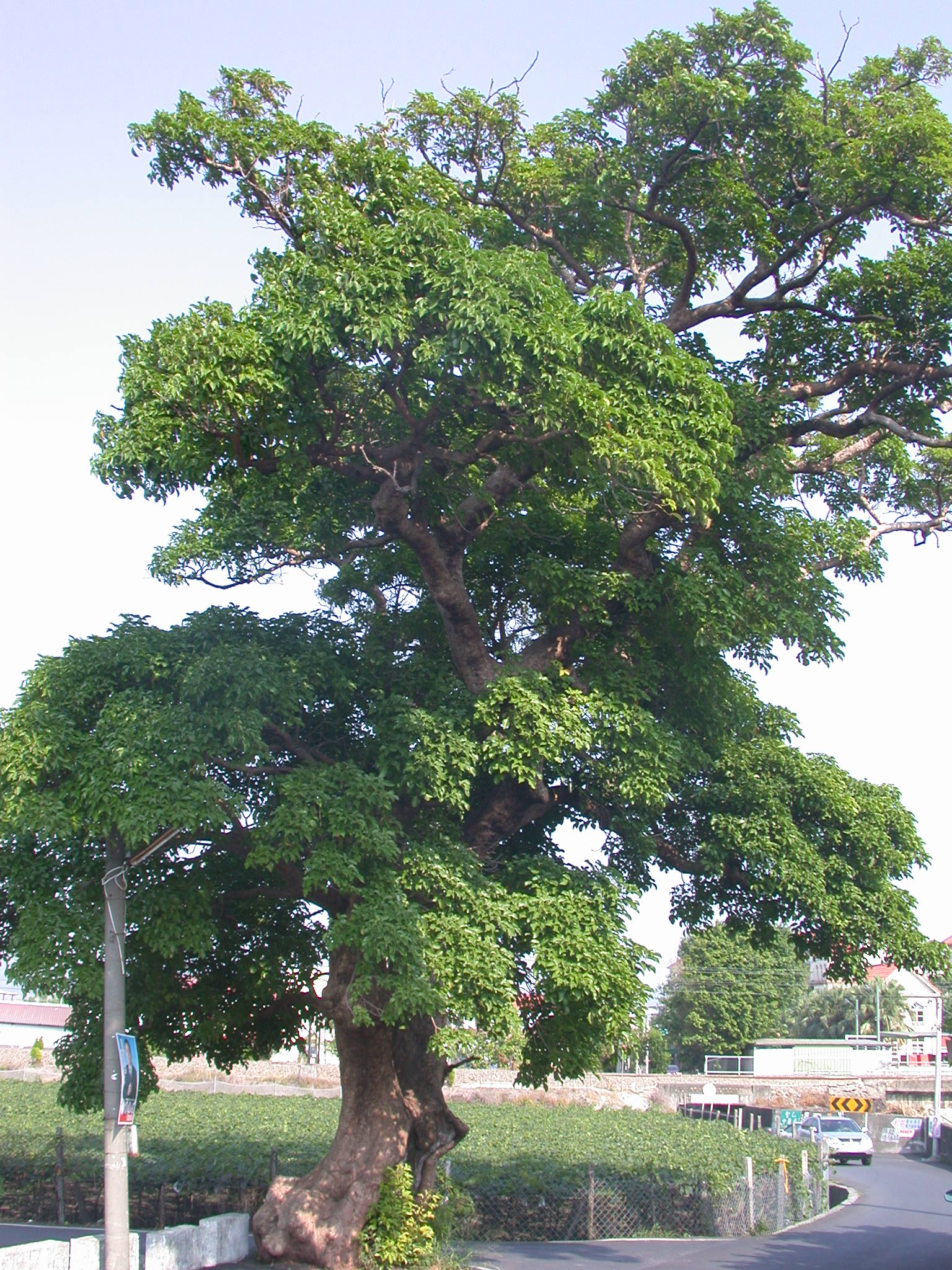
アカギの大木（台湾・彰化県）

アカギ（赤木、学名: Bischofia javanica）は、コミカンソウ科の常緑高木あるいは半落葉性の高木である。別名カタン。琉球ではアカン、アカツグ、ミミジンなどとよばれる。

## 名称
和名のアカギは、樹皮が赤いことから名がつけられている。また植物学者の辻井達一は、樹木の材が硬くて、切るときに細かな木くずで手が赤く染まるといわれるので、むしろこのことからアカギと呼ばれるようになったのではないかと述べている。
中国名は秋楓（別名：茄冬）。

## 分布・生育環境
日本国外では、台湾、中国南部、東南アジア、インド、ポリネシア、オーストラリアなどに、日本では、南西諸島（奄美群島、沖縄諸島、先島諸島）および小笠原諸島に分布する。ただし、小笠原諸島のものは薪炭材として利用するために移植されたものであり、固有種からなる在来の植生を駆逐することが懸念されている。また、奄美群島のものも人的な移入と考えられている。日本生態学会によって日本の侵略的外来種ワースト100に選定されている。
南西諸島では、主に石灰岩地帯に生育し、タブノキなどとともに極相林を形成する樹種の一つである。石炭岩質の土壌に生育するが、かなりいろいろな条件に耐える。肥沃なところではよく生育して、樹冠を大きく広げる。

## 形態
半落葉広葉樹の高木。成長がとても早く、樹高は10メートル (m) ほどであるが、根元の直径は1 m以上になる。樹皮は細かく割れて剥がれ、全体に赤褐色を呈しており、和名の由来にもなっている。葉は3出複葉で互生し、小葉は8 - 15センチメートル (cm) の卵形で、革質、濃緑色、つやがあり、先端はとがり鈍い鋸歯を持つ。葉柄は赤みを帯びる。葉は与那国島に分布する世界最大の蛾、ヨナグニサンの幼虫の食草でもある。
花期は2 - 3月頃。雌雄異株。葉腋から円錐花序が生じ、黄緑色の多数の小花をつける。果実は球形で、直径1 - 1.5 cm、小さな梨のような形をしていて、渋みがあるが食べられる。果実は野鳥の食糧となる。
アレロパシーを有するとされている。

## 利用
街路樹、庭木、防風樹、公園樹などとして利用され、台湾では並木になっているところもある。材が赤く、緻密で硬く、白色の木目があって美しいため家具や建材、工芸品などの用材にも利用される。果実は食用。

## 沖縄県のアカギ
1623年首里王府によって『おもろさうし』（おもろそうし）編纂された歌集の『第一三巻・八二二』にアカキの歌がある。歌の意味は、
沖縄県では樹皮はミンサー織りの染料に使われている。那覇市首里の周辺には、第二次世界大戦以前にアカギの大木からなる森があちこちにあったとされるが、戦火によって焼け落ち、現在では首里金城町の一部に残っているだけである。その中でも「首里金城の大アカギ」は、樹齢200-300年ともいわれるアカギの大木が6本もあり、国の天然記念物に指定されている。首里城の南西側に位置する内金城御嶽にあるアカギ。最大のものは樹高10～15m、胸高直径140cmにも達する。なお、焼けた大木が首里城前に一本だけ残されている。その木のてっぺんにはアコウが根を下ろしており、バスガイドはそれを「大木に寄生しております」と紹介するのが常である。なお、沖国大米軍ヘリ墜落事件によって焼け焦げたアカギの木が沖縄国際大学構内に存在する。